# Gasterophilus schwabianus
Gasterophilus schwabianus är en tvåvingeart som först beskrevs av Johannes von Nepomuk Franz Xaver Gistel 1848.  Gasterophilus schwabianus ingår i släktet Gasterophilus och familjen styngflugor.
Artens utbredningsområde är Tyskland. Inga underarter finns listade i Catalogue of Life.